# Guerra d'indipendenza cubana
La guerra d'indipendenza cubana (in spagnolo: Guerra de Independencia cubana), conosciuta a Cuba anche come la guerra necessaria (in spagnolo: la guerra necesaria), combattuta dal 1895 al 1898, fu l'ultima delle tre guerre di liberazione contro cui Cuba combatté Spagna, le altre due sono la guerra dei dieci anni (1868–1878) e la piccola guerra (1879–1880). Gli ultimi tre mesi del conflitto si intensificarono fino a diventare la guerra ispano-americana, con le forze degli Stati Uniti schierate a Cuba, Porto Rico e nelle Isole Filippine contro la Spagna.

## Contesto storico
Durante gli anni 1879-1888 della cosiddetta "tregua soddisfacente", durata 17 anni a partire dalla fine della Guerra dei Dieci Anni nel 1878, si verificarono cambiamenti sociali fondamentali nella società cubana. Con l'abolizione della schiavitù nell'ottobre 1886, i liberti si unirono alle file dei contadini e della classe operaia urbana. L’economia non poteva più sostenersi con gli spostamenti e i cambiamenti; pertanto, molti cubani ricchi persero le loro proprietà e si unirono alla classe media urbana. Il numero degli zuccherifici diminuì e l'efficienza aumentò: solo le aziende, e i proprietari di piantagioni più potenti, rimasero in attività, seguite dal Consiglio Centrale degli Artigiani nel 1879, e molte altre in tutta l'isola. Dopo la sua seconda deportazione in Spagna nel 1878, José Martí si trasferì negli Stati Uniti nel 1881. Lì mobilitò il sostegno della comunità cubana in esilio, soprattutto a Ybor City (zona di Tampa) e Key West, in Florida. Il suo obiettivo era la rivoluzione per ottenere l'indipendenza dalla Spagna. Martí fece pressioni contro l'annessione di Cuba da parte degli Stati Uniti, auspicata da alcuni politici sia negli Stati Uniti che a Cuba.

Dopo le discussioni con i club patriottici degli Stati Uniti, delle Antille e dell'America Latina, "El Partido Revolucionario Cubano" (Il Partito Rivoluzionario Cubano) era in uno stato di sospensione ed era colpito dal crescente timore che il governo degli Stati Uniti tentasse di annettere Cuba prima che la rivoluzione potesse liberare l'isola dalla Spagna. Una nuova tendenza di "influenza" aggressiva da parte degli Stati Uniti è stata espressa dal suggerimento del Segretario di Stato James G. Blaine secondo cui tutta l'America centrale e meridionale un giorno sarebbe caduta nelle mani degli Stati Uniti:
"Quella ricca isola", scriveva Blaine il 1º dicembre 1881, "la chiave del Golfo del Messico, è, sebbene nelle mani della Spagna, parte del sistema commerciale americano... Se mai smettesse di essere spagnola, Cuba dovrà diventare necessariamente americano e non cadere sotto nessun altro dominio europeo". 
La visione di Blaine non consentiva l'esistenza di una Cuba indipendente. "Martí notò con allarme il movimento per l'annessione delle Hawaii, considerandolo come un modello per Cuba...".

## Incidente nelMaine

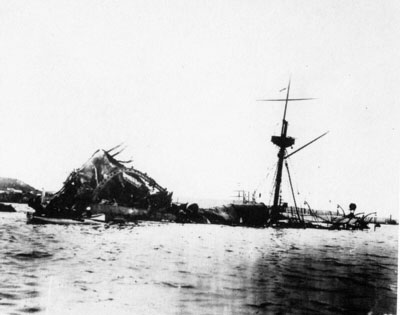
Relitto del Maine, 1898

La lotta cubana per l’indipendenza aveva catturato per anni l’immaginazione americana. Alcuni giornali si erano agitati per l'intervento degli Stati Uniti, soprattutto a causa dei suoi ingenti investimenti finanziari, e presentavano storie sensazionali di atrocità spagnole contro la popolazione nativa cubana, che furono esagerate a scopo propagandistico.
Tale copertura è continuata dopo che la Spagna ha sostituito Weyler e ha cambiato le sue politiche. L'opinione pubblica americana era molto favorevole ad un intervento a favore dei cubani.
Nel gennaio 1898 scoppiò all'Avana una rivolta dei lealisti cubani spagnoli contro il nuovo governo autonomo. Hanno distrutto le macchine da stampa di quattro giornali locali che avevano pubblicato articoli critici nei confronti delle atrocità dell'esercito spagnolo. Il Console Generale degli Stati Uniti ha telegrafato a Washington esprimendo timori per la vita degli americani che vivono all'Avana. In risposta, la corazzata USS Maine fu inviata all'Avana nell'ultima settimana di gennaio. Il 15 febbraio 1898 il Maine fu scosso da un'esplosione che uccise 260 membri dell'equipaggio e affondò la nave nel porto. All'epoca, una commissione investigativa militare decise che il Maine era esploso a causa della detonazione di una mina sotto lo scafo. Tuttavia, indagini successive stabilirono che probabilmente si trattava di qualcosa all'interno della nave, anche se fino ad oggi la causa dell'esplosione non è stata chiaramente stabilita.
Nel tentativo di compiacere gli Stati Uniti, il governo coloniale fece due passi richiesti dal presidente William McKinley: pose fine al trasferimento forzato dei residenti dalle loro case e offrì negoziati con i combattenti per l'indipendenza. Ma la tregua è stata respinta dai ribelli.

## Guerra ispano-americana

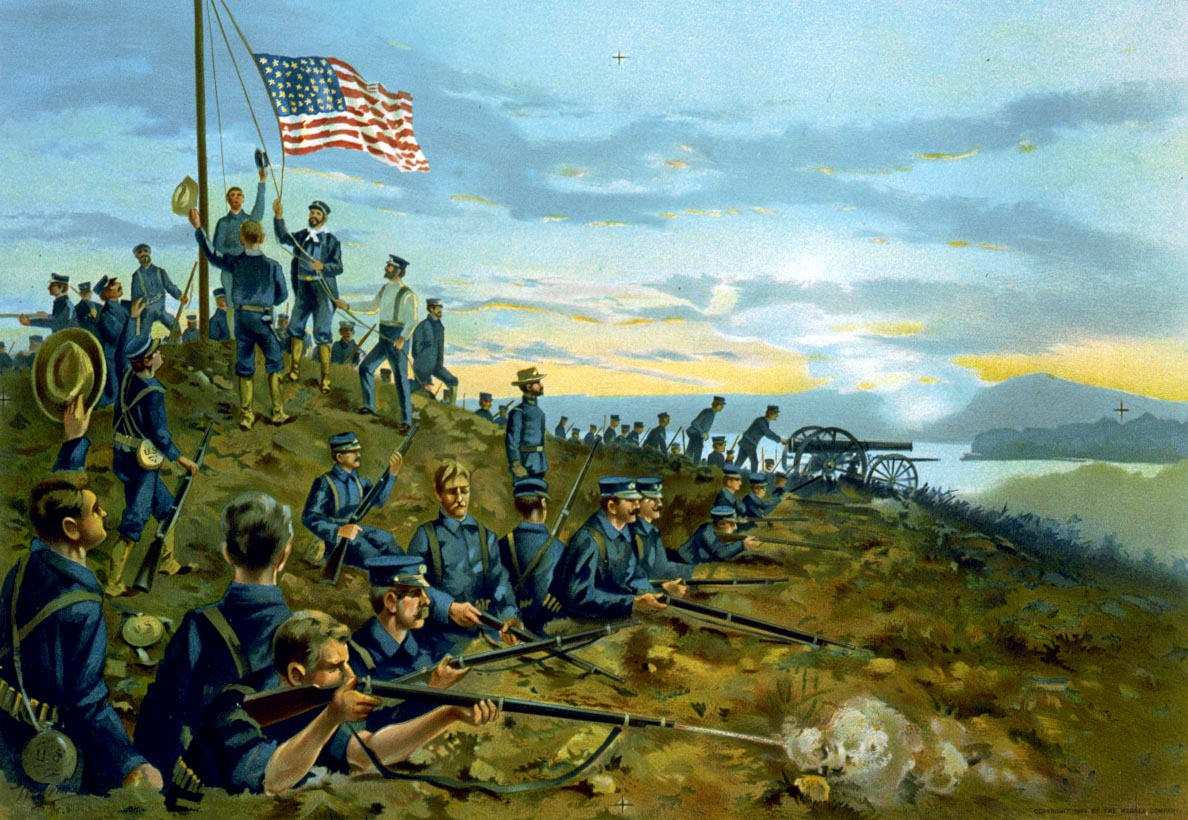
Primo passaggio della Stars and Stripes da parte dei Marines americani sul suolo cubano, 11 giugno 1898.

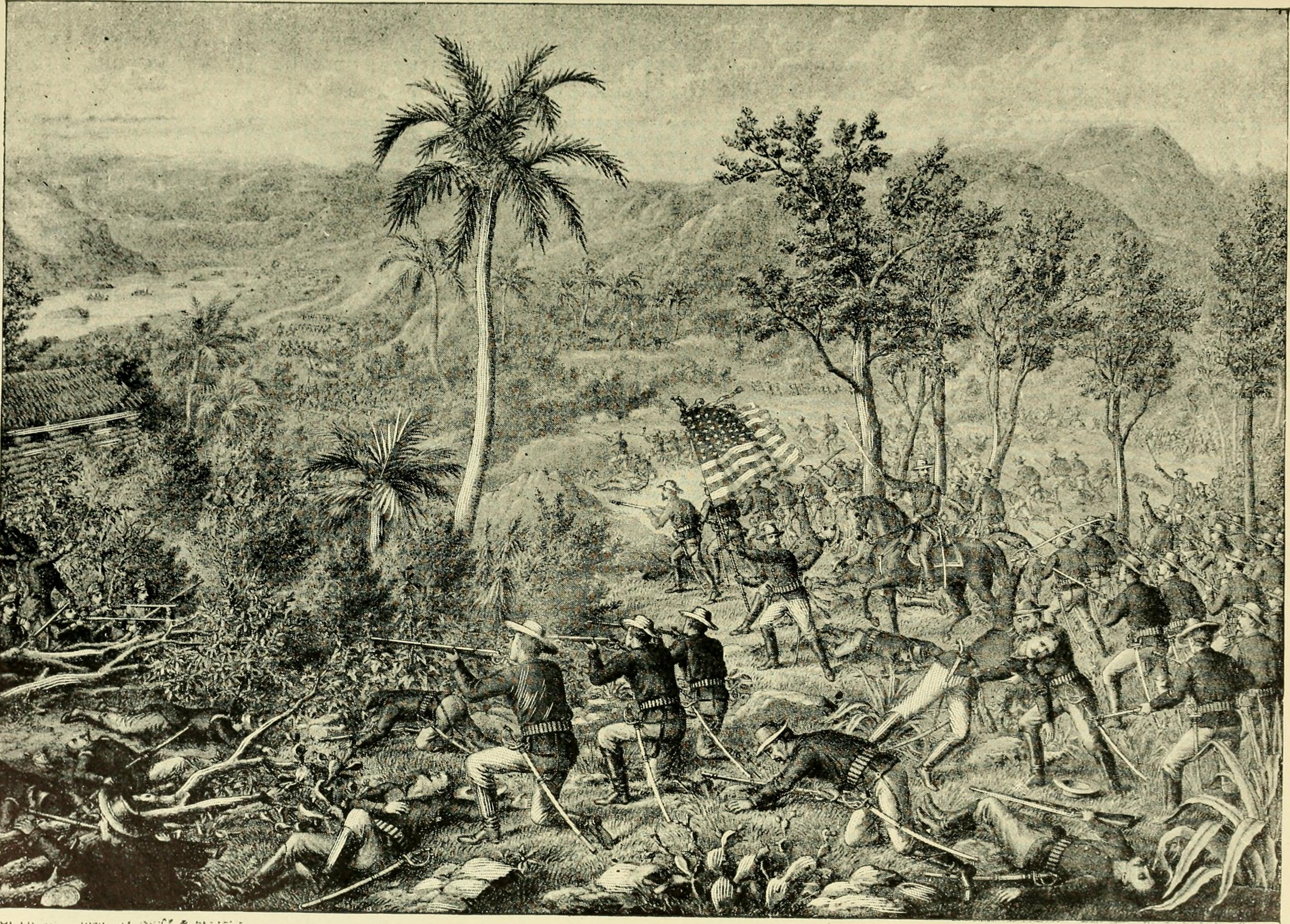
Battaglia della collina di San Juan.

L’affondamento del Maine scatenò un’ondata di indignazione pubblica negli Stati Uniti. Proprietari di giornali come William R. Hearst giunsero alla conclusione che la colpa fosse dei funzionari spagnoli a Cuba e pubblicizzarono ampiamente la cospirazione. Realisticamente, la Spagna non avrebbe potuto avere alcun interesse a coinvolgere gli Stati Uniti nel conflitto. Il giornalismo giallo ha alimentato la rabbia americana pubblicando le “atrocità” commesse dalla Spagna a Cuba. Frederic Remington, assunto da Hearst per illustrare per il suo giornale, informò Hearst che le condizioni a Cuba non erano abbastanza gravi da giustificare le ostilità. Hearst, avrebbe risposto: "Tu fornisci le foto e io fornirò la guerra". Il presidente McKinley, il presidente della Camera Thomas Brackett Reed e la comunità imprenditoriale si opposero alla crescente domanda pubblica di guerra, che fu scatenata con furia dal giornalismo giallo. Il grido americano del momento divenne: Ricordatevi del Maine, Al diavolo la Spagna!
L'evento decisivo fu probabilmente il discorso del senatore Redfield Proctor, pronunciato il 17 marzo 1898, in cui analizzò la situazione e concluse che la guerra era l'unica risposta. Le comunità imprenditoriali e religiose cambiarono posizione, lasciando McKinley e Reed quasi soli nella loro opposizione alla guerra. "Di fronte a una popolazione su di giri, pronta alla guerra, e a tutto l'incoraggiamento editoriale che i due concorrenti potevano raccogliere, gli Stati Uniti hanno colto al volo l'opportunità di essere coinvolti e mostrare la loro nuova Marina a vapore".
L'11 aprile McKinley chiese al Congresso l'autorità di inviare truppe americane a Cuba per porre fine alla guerra civile. Il 19 aprile, il Congresso approvò risoluzioni congiunte (con un voto di 311 a 6 alla Camera e 42 a 35 al Senato) sostenendo l’indipendenza cubana e negando qualsiasi intenzione di annettere Cuba, chiedendo il ritiro della Spagna e autorizzando il presidente a utilizzare tutta la parte forza militare come riteneva necessario per aiutare i patrioti cubani a ottenere l'indipendenza dalla Spagna. Questo è stato adottato con risoluzione del Congresso e includeva l'Emendamento Teller, dal nome del senatore del Colorado Henry Moore Teller, approvato all'unanimità, che stabilisce che "l'isola di Cuba è, e di diritto dovrebbe essere, libera e indipendente". L'emendamento negava qualsiasi intenzione degli Stati Uniti di avere giurisdizione o controllo su Cuba per ragioni diverse dalla pacificazione e confermava che le forze armate sarebbero state rimosse alla conclusione della guerra. L’emendamento, promosso all’ultimo minuto dagli antimperialisti al Senato, non faceva menzione delle Filippine, di Guam o di Porto Rico. Il Congresso dichiarò guerra il 25 aprile.
"È stato suggerito che una delle ragioni principali della guerra degli Stati Uniti contro la Spagna sia stata la feroce concorrenza emergente tra il New York World di Joseph Pulitzer e il New York Journal di William Randolph Hearst". Joseph E. Wisan scrisse in un saggio intitolato "The Cuban Crisis As Reflected In The New York Press", pubblicato su "American Imperialism" nel 1898: "Secondo l'opinione di chi scrive, la guerra ispano-americana non sarebbe avvenuta se non fosse stato la comparsa di Hearst nel giornalismo di New York scatenò un'aspra battaglia per la circolazione dei giornali." È stato anche affermato che la ragione principale per cui gli Stati Uniti entrarono in guerra fu il tentativo fallito di acquistare Cuba dalla Spagna.
Le ostilità iniziarono poche ore dopo la dichiarazione di guerra, quando un contingente di navi della Marina americana sotto l'ammiraglio William T. Sampson bloccò diversi porti cubani. Gli americani decisero di invadere Cuba e di iniziare dall’Oriente, dove i cubani avevano un controllo quasi assoluto. Hanno collaborato stabilendo una testa di ponte e proteggendo lo sbarco americano a Daiquiri. Il primo obiettivo degli Stati Uniti era catturare la città di Santiago per distruggere l'esercito di Linares e la flotta di Cervera. Per raggiungere Santiago, gli americani dovettero attraversare le difese spagnole concentrate sulle colline di San Juan e una piccola città a El Caney. Tra il 22 e il 24 giugno 1898, gli americani sbarcarono sotto il generale William R. Shafter a Daiquirí e Siboney, a est di Santiago, e stabilirono una base.
Il porto di Santiago divenne l'obiettivo principale delle operazioni navali. La flotta statunitense che attaccava Santiago aveva bisogno di riparo dalla stagione estiva degli uragani, così la vicina Guantánamo Bay, con il suo eccellente porto, fu scelta per questo scopo e attaccata il 6 giugno (1898 invasione di Guantánamo Bay). La battaglia di Santiago de Cuba del 3 luglio 1898 fu il più grande scontro navale durante la guerra ispano-americana, che portò alla distruzione dello squadrone caraibico spagnolo (Flota de Ultramar).
La resistenza a Santiago si consolidò intorno a Forte Canosa, Nel frattempo, importanti battaglie tra spagnoli e americani ebbero luogo a Las Guasimas il 24 giugno, a El Caney e sulla collina di San Juan il 1 luglio 1898, fuori Santiago. Dopodiché l'avanzata americana si fermò. Le truppe spagnole difesero con successo Forte Canosa, permettendo loro di stabilizzare la loro linea e bloccare l'ingresso a Santiago. Americani e cubani iniziarono con la forza un sanguinoso assedio della città che alla fine si arrese il 16 luglio, dopo la sconfitta della squadriglia spagnola dei Caraibi. Pertanto, Oriente era sotto il controllo degli americani, ma il generale statunitense Nelson A. Miles non permise alle truppe cubane di entrare a Santiago, sostenendo che voleva prevenire scontri tra cubani e spagnoli. Così, il generale cubano Calixto García, capo delle forze Mambi nel dipartimento dell'Est, ordinò alle sue truppe di mantenere le rispettive zone. Si è dimesso per essere stato escluso dall'ingresso a Santiago, scrivendo una lettera di protesta al generale Shafter.

## Pace
Dopo aver perso le Filippine e Porto Rico, anch'esse invase dagli Stati Uniti, e senza alcuna speranza di trattenere Cuba, la Spagna optò per la pace il 17 luglio 1898. Il 12 agosto, gli Stati Uniti e la Spagna firmò un protocollo di pace in cui la Spagna accettò di rinunciare a ogni pretesa di sovranità su Cuba. Il 10 dicembre 1898, gli Stati Uniti e la Spagna firmarono il Trattato di Parigi, che richiedeva il riconoscimento formale dell'indipendenza cubana da parte della Spagna.
Sebbene i cubani avessero partecipato agli sforzi di liberazione, gli Stati Uniti hanno impedito a Cuba di partecipare ai colloqui di pace di Parigi e alla firma del trattato. Il trattato non fissava un limite temporale per l’occupazione statunitense e l’Isola dei Pini era esclusa da Cuba. Il trattato garantiva ufficialmente l'indipendenza cubana, ma il generale statunitense William R. Shafter rifiutò di consentire al generale cubano Calixto García e alle sue forze ribelli di partecipare alle cerimonie di resa a Santiago de Cuba.

## Conseguenze
Fidel Castro cercò di inquadrare il Movimento del 26 Luglio come una continuazione diretta della lotta anticoloniale della Guerra dei Dieci Anni e della Guerra d'Indipendenza.